# 上野なつひ
上野 なつひ（うえの なつひ、1985年〈昭和60年〉7月13日 - ）は、日本の女優。東京都武蔵野市出身。ビーコン・ラボエンターテイメント所属。元所属事務所はキャンドゥ（2002年6月まで）、ボックスコーポレーション（2019年12月まで）、A.L.C.Atlantis（2023年8月まで）。
2002年ファイブスターガール。日出高等学校卒業。
2024年2月29日、ロックバンド「I Don't Like Mondays.」のベーシスト・KENJIと結婚したことを報告。
2025年2月10日、第1子妊娠を公表。4月19日、第1子男児の出産を報告。

## 人物
公式ホームページを参照
- 趣味：写真、歌
- 特技：韓国語、陸上競技、フラダンス、書道

## 出演

### テレビドラマ
- 木曜ドラマ R-17 karte01、karte010（2001年、テレビ朝日） - 三崎利奈 役
- 茂七の事件簿 新ふしぎ草紙 第3話（2002年、NHK） - おたつ 役
- 探偵家族 第八話（2002年、日本テレビ） - 中村理沙 役
- 獅子女 (2002年、日本テレビ)
- 僕の生きる道（2003年、フジテレビ） - 赤坂栞 役
- Stand Up!! 第1 - 4話、6話（2003年、TBS） - 藤沢園子 役
- エコエコアザラク 〜眼〜（2004年、テレビ東京） - 黒井ミサ 役（主演）
- ファンタズマ〜呪いの館〜（2004年、テレビ東京）
- 世にも奇妙な物語（フジテレビ）
  - 春の特別編 「誘い水」（2004）- クミ 役
  - '16秋の特別編「捨て魔の女」（2016年10月8日）- 佐竹アリス 役[8]
- P&Gパンテーンドラマスペシャル 冬空に月は輝く（2004年、フジテレビ） - 木内沙織 役
- P&Gパンテーンドラマスペシャル 音のない青空（2005年、フジテレビ） - 吉岡笙子 役
- ほんとにあった怖い話
  - 「真夜中の白い指」（2004年）
  - 夏の特別編2004 「トンネルの中の少年」（2004年） - 池上真千子 役
  - 「先見の少女」（2005年）
- あいくるしい（2005年、TBS）
- ザ・コテージ（2006年、WOWOW） - 宇都宮貴子 役
- 第18回ヤングシナリオ大賞 ブロッコリー（2007年1月20日、フジテレビ） - 鎌切千夏 役
- ハッピィ★ボーイズ 第3 - 4話（2007年、テレビ東京） - 楠木香苗 役
- 金色の翼（2007年、東海テレビ） - 奥寺玖美 役
- 真夜中のマーチ（2007年、WOWOW）
- シリーズ恋物語 ”虞美人草”殺人事件 漱石 百年の恋物語（2007年、NHK-Hi）
- 4姉妹探偵団 第1話（2008年、テレビ朝日） - 神田初江 役
- 絶対彼氏〜完全無欠の恋人ロボット〜（2008年、フジテレビ） - 伊藤美加 役
  - スペシャル（2009年）
- 33分探偵 第1話（2008年、フジテレビ） - 柴崎エリ 役
- 開局50周年スペシャルドラマ 名古屋嬢の恋（2008年9月、東海テレビ） - 関マリエ 役（主演）
  - 肉食系女子MEETS草食系男子（2009年）
- セレブと貧乏太郎（2008年、フジテレビ） - 市井静 役
- JNN50周年記念 父よ、あなたはえらかった〜1969年のオヤジと僕（2009年11月16日、TBS）- 相原美佐江 役（22歳の頃）
- プロゴルファー花（2010年、日本テレビ）- 福島百合子 役
- 警視庁継続捜査班 第3話（2010年、テレビ朝日）- 神田幸恵 役
- 流れ星 第7話 - 第9話（2010年、フジテレビ） - 岩井冴子 役
- SPEC〜警視庁公安部公安第五課 未詳事件特別対策係事件簿〜 辛の回（2010年、TBS）- 赤い車の女役
- 示談交渉人 ゴタ消し 第10話（2011年、読売テレビ） - 芦田マユ 役
- リバウンド 第1 - 5話、第7 - 9話（2011年、日本テレビ） - 渋谷 役
- 名探偵コナン 工藤新一への挑戦状（2011年、2012年、読売テレビ） - 佐藤美和子 役
- 月曜ゴールデン 十津川警部シリーズ45・志賀高原殺人事件（2011年10月10日、TBS） - 広田みや子 役
- 西村京太郎サスペンス 十津川警部シリーズ45 志賀高原殺人事件〜黒姫伝説の謎〜（2011年、TBS）
- コドモ警察 第1話（2012年、毎日放送） - 小宮ユリコ 役
- VISION-殺しが見える女- 第9話（2012年、NTV） - 石井千春 役
- 再捜査検事・片岡悠介 第4作（2012年、EX） - 井上絵里 役
- 赤い糸の女（2012年、東海テレビ） - 貴道麻衣子 役
- 特命戦隊ゴーバスターズ（2012年、テレビ朝日） - 宇佐見ケイ 役
- 孤独のグルメ Season2 第11話（2012年12月19日、テレビ東京） - 女性店員B 役
- ラストホープ（2013年、フジテレビ） - 吉見紗枝 役
- でたらめヒーロー 第3話（2013年、読売テレビ） - 松倉彩子 役
- 白衣のなみだ 第2部「慈命」（2013年、東海テレビ） - 天樹さやか 役
- 天使はモップを持って 第2話（2013年、NHK BSプレミアム） - 原田美和 役
- 水曜ミステリー9 不倫調査員・片山由美13・京都・くちなしの花殺人疑惑（2013年7月3日、テレビ東京） - 中原綾乃 役
- 天魔さんがゆく 第1話（2013年、TBS） - 小宮香織 役
- 連続ドラマW LINK（2013年、WOWOW）
- よろず占い処 陰陽屋へようこそ 第2話（2013年、関西テレビ） - 美希 役
- 間違われちゃった男 第3話、第9話（2013年、CX）- 小百合 役
- 私の嫌いな探偵 第3話（2014年1月31日、テレビ朝日） - 烏賊神伽墨 役
- 碧の海〜LONG SUMMER〜 第16話 - 最終話（2014年、東海テレビ） - 廖麗香 役
- ST 赤と白の捜査ファイル 第3話（2014年7月30日、日本テレビ） - クラブのママ 役
- ドラマ10 聖女（2014年、NHK） - 内藤あかね 役
- 鉄神ガンライザーNEO（2014年、テレビ岩手）- 鳳音寺冴子/ツエージャ 役
- ラスト・ドクター〜監察医アキタの検死報告〜 第7話（2014年8月29日、テレビ東京） - 深雪/松下美奈 役
- ドラマスペシャル フラガールと犬のチョコ（2015年3月11日、テレビ東京） - 小松原薫子 役
- 土曜ワイド劇場 森村誠一作家50周年記念 棟居刑事の黒い祭（2015年3月14日、テレビ朝日） - 寺田亜由美 役
- 水曜ミステリー9 信州山岳刑事 道原伝吉3（2015年4月8日、テレビ東京） - 鶴田詩織 役
- 警視庁捜査一課9係 season10 第1話（2015年4月22日、テレビ朝日） - 一之瀬理沙 役
- 月曜ゴールデン 捜査指揮官 水城さや3（2015年5月25日、TBS） - 小島塔子 役
- 婚活刑事 第2話（2015年、讀賣テレビ放送）
- ワイルド・ヒーローズ 第10話（2015年、日本テレビ） - ミニー役
- 俺たちがプロポーズしないのには、3つの理由しかなくてだな（2015年、BSスカパー!） - ロビー係の女性 役
- 医師たちの恋愛事情 第8話（2015年、フジテレビ） - 菜穂 役
- 金曜プレミアム （フジテレビ）
  - 浅見光彦シリーズ52・神苦楽島（2015年9月4日） - 中田悠理 役
  - 本当にあった女の人生ドラマ「ママ友依存」（2016年11月18日） - 高藤沙織 役[9]
- 掟上今日子の備忘録 第1話（2015年10月10日、日本テレビ） - 里井 役
- 痛快TV スカッとジャパン（2016年、2017年、フジテレビ）
- フジコ 最終話（2016年、Hulu）
- 臨床犯罪学者 火村英生の推理 第6・7話（2016年2月21日・28日、日本テレビ） - 大野夕雨子 役
- 神の舌を持つ男 第7話（2016年8月19日、TBS） - 金級真琴 役
- キャリア〜掟破りの警察署長〜 第5話（2016年11月6日、フジテレビ） - 前園アヤ 役
- グッドパートナー 無敵の弁護士 最終話（2016年、EX）- 水田まり 役
- 嫌われる勇気 第3話（2017年1月26日 、フジテレビ） - 吉野沙織 役
- 科捜研の女 第16シリーズ 第11話（2017年1月26日、テレビ朝日） - 辰見莉音 役
- 緊急取調室 第2シーズン 第7話（2017年6月1日、テレビ朝日） - 立花理香 役
- 京都南署鑑識ファイル12（2018年4月1日、テレビ朝日） ‐ 工藤由美 役
- 未解決の女 警視庁文書捜査官 第5話（2018年5月17日、テレビ朝日） - 候小蓮 役
- 義母と娘のブルース 第3話（2018年7月24日、TBS） - 高原綾子 役
- 相棒 season17 第6話（2018年11月21日、テレビ朝日） - 野添絵里香 役
- anone 第6話（2018年、NTV）- 佳奈役
- 魔法×戦士 マジマジョピュアーズ! 第42話（2019年1月20日、テレビ東京） - 今井わかば 役
- 特捜9 season2 第7話（2019年5月29日、テレビ朝日） - 落合美奈 役
- BS時代劇 赤ひげ3（2020年、NHK BS）
- M 愛すべき人がいて（2020年4月 - 、テレビ朝日） - 椎名里美 役[10]
- 相棒 season19 第8話（2020年12月2日、テレビ朝日） - 小早川奈穂美 役
- 日中合作ドラマ『天目危機/Pandora's Box』（2021年）
- 最高のオバハン 中島ハルコ 第2シリーズ 第3話（2022年10月22日、東海テレビ） - 尾上満寿絵 役
- 藤子・F・不二雄 SF短編ドラマ『箱舟はいっぱい』（2023年、NHK BSプレミアム・NHK BS4K） - 細川の妻 役

### 映画
- 惨劇館 夢子（2002年、監督：久保山努） - 松田愛子 役
- チルソクの夏（2004年、監督：佐々部清）
- ザ・コテージ（2006年、監督：葉山陽一郎） - 宇都宮貴子 役
- フラガール（2006年、監督：李相日） - 宮田比呂子 役
- 引き出しの中のラブレター（2009年、監督：三城真一）
- SPACE BATTLESHIP ヤマト（2010年、監督：山崎貴） - 飛田 役
- FLY!〜平凡なキセキ〜（2011年、監督：近藤真広、沖縄国際映画祭2011 参加作品） - リサ 役
- 怪物くん（2011年、監督：中村義洋） - 宮女 役
- LIAR GAME -再生-（2012年、監督：松山博昭） - 三家本ミカ 役
- インターミッション（2013年、監督：樋口尚文）
- 摂氏100℃の微熱（2014年、監督：岡本浩一、沖縄国際映画祭2014 出展作品）
- サムライフ（2015年、監督：森谷雄） - えり 役
- ストロボ（2015年、監督：浅井健）
- グッドモーニングショー（2016年10月8日、監督：君塚良一） - 上村はるか 役
- インターン!（2016年11月5日、監督：吉田秋生） - MS佐々木 役
- ウスケボーイズ（2018年10月20日、監督：柿崎ゆうじ）
- 人でなしの恋（2022年6月25日、BBB） - 岸田冴子 役

### ウェブドラマ
- 毒ノ華 第五話・鬼眠華（2019年2月12日、DMM.com） - 主演・リリー / 百合 役[11]

### 舞台
- 劇団たいしゅう小説家『泥棒役者』（2006年9月9日 - 24日、東京芸術劇場小ホール2・新神戸オリエンタル劇場）
- 赤と黒（2009年10月1日 - 11日、赤坂RED/THEATER）
- ゴジラ（2011年9月30日 - 10月2日、新宿シアターモリエール）
- 悲しき天使（2012年、シアターグリーンBIG TREE THEATER）
- タクフェス『晩餐』（2013年、池袋サンシャイン劇場）
- ゴースト・レストラン（2015年8月11日 - 16日、赤坂RED/THEATER） - 主演（※中別府葵とダブル主演）[12]
- 演劇集団Z-Lion 『あっ地球 to こっ地球』（2015年、笹塚ファクトリー）
- 劇団た組  パーマネント野ばら（2017年6月14日 - 18日、浅草九劇） - なおこ 役（主演）[13]
- 劇団女子部 『一枚のチケット〜ビートルズがやってくる〜』（2017年、紀伊國屋サザンシアター TAKASHIMAYA）
- ぐりむ法則 オウムノウシス/カナリアイロニカル（2018年、テアトルBONBON）
- 渋谷ハチ公前プロデュース『付きまとう褐色』（2018年、浅草九劇）
- 演劇集団Z-Lion 『a Novel 文書く show』（2019年、俳優座劇場・東別院ホール・ABCホール）
- 私のホストちゃん THE PREMIUM（2019年、オルタナティブシアター・ウインクあいち・松下IMPホール） - ナオ 役
- THE GLOBE TOKYO PRESENTS『盗聴』（2022年、東京グローブ座・サンケイホールブリーゼ） - 熊切華怜 役
- 『Nana Produce Vol・21 短編3傑作』「人の気も知らないで」（2024年、テアトルBONBON）
- kimagure studio presents 朗読劇『すっぴん 2024』（2024年、すみだパークシアター倉）[14]

### 写真集
- なつひ（2002年9月、ワニブックス、撮影：西田幸樹）ISBN 978-4847027321
- FASCINATION~ファッシネイション~（2005年10月22日、ワニブックス、撮影：斉木弘吉）ISBN 978-4898294956
- 7227（2012年9月27日、ワニブックス、撮影：藤代冥砂）ISBN 978-4847044946

### イメージDVD
- THE COMPLETE（2001年、フジテレビ映像企画部）
- なつの陽（2002年、ホリプロ/ポニーキャニオン）

### CM
- ロッテ『のど飴』（2002年 - 2003年）
- 東芝『携帯電話J-T09』（2003年）
- 東京電力『節電のお願い・オフィスのエアコン』（2003年）
- NTTドコモ『ケータイ・デ・ピッ!と』（2004年 - 2005年） - ピッ!とガールズ
- 日清食品『日清のミニカップめん』（2006年）
- 小林製薬
  - 『ホットクレンジングジェル』（2007年）
  - 『アイボン』（2008年）
  - 『ケシミン液』（2010年 - ）
  - 『ケシミンEX』（2018年 - ）
  - 『ケンミン浸透化粧水』「シミの元を分解」篇（2020年 -）
- 三洋信販『ポケットバンク』（2007年 - 2008年）
- ファンケル
  - 『洗顔パウダー』（2008年 - ）
  - 『無添加スキンケア』（2008年 - ）
  - 『内脂サポート』「佐藤二郎の笑えるけど笑えない健康診断 身長・体重」篇（2019年 - ）
- キャドバリー・ジャパン『ホールズ』（2010年 - ）
- ダイハツ工業『ダイハツ・ミライース』「ソバ屋」篇、「医者」篇、「美術館」篇、「遺言」篇（2012年 - ） - 謎の女性 役
- ジョンソン・エンド・ジョンソン『アキュビュー』（2017年 - ）
- 花王『キュキュット つけおき粉末』「誕生」篇（2021年 - ）
- ヤンセン ファーマ「ヤンセンファーマ ステラーラ」WEBムービー（2022年 - ）
- YA-MAN「フォトプラス」WEBムービー（2022年 - ）

### アーティストPV
- w-inds.「約束のカケラ」（2005年11月23日）
- Junk Box「夢季節」（2007年6月26日）ショートムービー＆PV、制作：株式会社ウエストサウンドエンターテインメント